# Medi Harris
Medi Eira Harris (Porthmadog, 15 settembre 2002) è una nuotatrice britannica.

## Palmarès
- Mondiali

Doha 2024: argento nella 4x200m sl, bronzo nella 4x100m misti mista.
- Europei

Roma 2022: oro nella 4×100 m sl, argento nei 100 m dorso e nella 4×200 m sl, bronzo nei 4×100 m misti mista.
- Europei in vasca corta

Otopeni 2023: oro nei 200m dorso, argento nei 100m dorso, bronzo nella 4x50m sl.
- Giochi del Commonwealth

Birmingham 2022: bronzo nei 100 m dorso.